# NGC 7192
NGC 7192 في الفهرس العام الجديد، هي مجرة، تقع في كوكبة الهندي. اكتشفت في 22 يونيو 1835 بواسطة جون هيرشل.

## روابط خارجية
- NGC 7192 على موقع ويكي سكاي: DSS2, SDSS, GALEX, IRAS, Hydrogen α, X-Ray, Astrophoto, Sky Map, Articles and images